# Belinț
Belinț es una comuna ubicada en el distrito de Timiș, Rumania.

## Superficie
Posee una superficie de 63,20 kilómetros cuadrados.

## Demografía
Hasta 2021 la población era de 2410 habitantes, con una densidad de población de 38,13 habitantes por kilómetro cuadrado.